# Migovec System
Das Migovec System (slowenisch Sistem Migovec) ist ein 43,6 km langes und 972 m tiefes alpines Höhlensystem im Berg Tolminski Migovec bei Tolmin im Nordwesten Sloweniens. Der Berg und das Höhlensystem sind Teil des Nationalpark Triglav. Das System ist die längste bekannte Höhle Sloweniens, gefolgt vom Postojna-Höhlensystem.

## Eingänge
Die Eingänge umfassen:
- Kavkna Jama (M2), 1972 erkundet, mit 1861 m über dem Meeresspiegel der höchstgelegene Eingang
- M16, 1982 erkundet
- Jama Strgane Srajce (M18),1994 erkundet[5]
- Vrtnarija, 2000 erstbefahren
- Vilinska Jama, 2008 erkundet
- Primadona, 1999 erkundet
- Monatip, 2007 erkundet

## Erforschung
Der Großteil der Forschung wurde durch die Höhlenabteilung des Tolminer Bergsteigerclubs (Jamarska Sekcija Planinskega društva Tolmin) durchgeführt, welcher seit 1994 vom Imperial College Caving Club unterstützt wird.
1996 wurde eine Verbindung zwischen den Höhlen Kavkna Jama (M2), Jama Strgane Srajce (M18) und M16 entdeckt, was den Ursprung des Migovec Systems darstellt, welches dann bis zu einer Tiefe von 970 m erforscht wurde. 2008 führte eine Erkundung der Vilinska Jama zur unmittelbaren Verbindung zur Vrtnarija, welche am 13. August 2012 in einer Tiefe von 650 m zum Migovec System angeschlossen wurde.
Primadona und Monatip, zwei Eingänge an der Westseite des Migovec Platos, bilden eine Höhle, die 1999 zum ersten Mal erkundet wurde. Die Höhle war zuvor auf  2,7 km erforscht, und konnte Ende 2015 in einer Tiefe von 180 m an das Migovec System verbunden werden.